# The Boy Bands Have Won
The Boy Bands Have Won är det trettonde studioalbumet av den brittiska musikgruppen Chumbawamba och släpptes 2008. 

## Bakgrund
Albumet fortsätter gruppens strävan mot politiskt och socialt medveten folkmusik. Teman som behandlas på detta album inkluderar självmordsbombare, Philip Larkin, webbplatser för sociala nätverk, att överleva en skjutning, evolution och smärta på arbetsplatsen.

## Låtlista
Alla spår skrivna, arrangerade och producerade av Chumbawamba om inget annat anges. 
| Nr           | Titel                               | Notering                                              | Längd |
| ------------ | ----------------------------------- | ----------------------------------------------------- | ----- |
| 1.           | When an Old Man Dies                |                                                       | 0:54  |
| 2.           | Add Me                              | Featuring the Charlie Cake Marching Band              | 3:27  |
| 3.           | Words Can Save Us                   |                                                       | 1:52  |
| 4.           | Hull or Hell                        | Sång av Oysterband                                    | 3:31  |
| 5.           | El Fusilado                         | Sång av Ray Hearne och Coope Boyes and Simpson        | 2:32  |
| 6.           | Unpindownable                       |                                                       | 1:22  |
| 7.           | I Wish That They'd Sack Me          | Traditionell, sångtext och arrangemang av Chumbawamba | 4:10  |
| 8.           | Word Bomber                         | Sång av Roy Bailey                                    | 2:13  |
| 9.           | All Fur Coat & No Knickers          |                                                       | 2:12  |
| 10.          | Fine Line                           |                                                       | 0:39  |
| 11.          | Lord Bateman's Motorbike            |                                                       | 3:34  |
| 12.          | A Fine Career                       | Sång av Robb Johnson                                  | 0:47  |
| 13.          | To a Little Radio                   |                                                       | 1:08  |
| 14.          | (Words Flew) Right Around the World | Featuring the Charlie Cake Marching Band              | 2:15  |
| 15.          | Sing About Love                     |                                                       | 1:39  |
| 16.          | Bury Me Deep                        |                                                       | 1:37  |
| 17.          | You Watched Me Dance                |                                                       | 0:58  |
| 18.          | Compliments of Your Waitress        |                                                       | 2:43  |
| 19.          | R.I.P. RP                           |                                                       | 1:26  |
| 20.          | Charlie                             | Traditionell, sångtext och arrangemang av Chumbawamba | 2:12  |
| 21.          | The Ogre                            |                                                       | 0:53  |
| 22.          | Refugee                             |                                                       | 2:42  |
| 23.          | Same Old Same Old                   |                                                       | 0:59  |
| 24.          | Waiting for the Bus                 |                                                       | 2:44  |
| 25.          | What We Want                        |                                                       | 0:47  |
| Total längd: | Total längd:                        | Total längd:                                          | 48:41 |

## Samplingar från tidigare album
| Låt                          | Sampling från                                                   |
| ---------------------------- | --------------------------------------------------------------- |
| "When an Old Man Dies"       | "Rubens Has Been Shot!" från Slap!                              |
| "All Fur Coat & No Knickers" | "Social Dogma" från WYSIWYG                                     |
| "Fine Line"                  | "Rappoport's Testament: I Never Gave Up" från Slap!             |
| "Lord Bateman's Motorbike"   | "Happiness is Just a Chant Away" från Shhh                      |
| "You Watched Me Dance"       | "I'm Coming Out and "Dumbing Down (Piano Version)" från WYSIWYG |
| "Charlie"                    | "Chase PC's Flee Attack By Own Dog" från Slap!                  |
| "The Ogre"                   | "Digger's Song" från English Rebel Songs                        |
| "Refugee"                    | "Fade Away" från A Singsong and a Scrap                         |

## Medverkande
- Lou Watts - sång
- Boff Whalley - sång, ukulele
- Neil Ferguson - sång, gitarrer
- Jude Abbott - sång, trumpet
- Phil 'Ron' Moody - sång, dragspel

Ytterligare musiker
- Oysterband, Roy Bailey, Robb Johnson, Ray Hearne, Barry Coope, Jim Boyes - sång
- Charlie Cake Marching Band - blås
- David P. Crickmore - banjo på 7, 22; fyrkantshalsad dobro på 18, 22
- Jo Freya - saxofon på 2
- Harry Hamer - cajon på 9, 11; tabla på 16
- The Pudsey Players - stråkar på 6, 11, 18

## Fullständig titel
Albumets formella namn är
The Boy Bands Have Won, and All the Copyists and the Tribute Bands and the TV Talent Show Producers Have Won, If We Allow Our Culture to Be Shaped by Mimicry, Whether from Lack of Ideas or from Exaggerated Respect. You Should Never Try to Freeze Culture. What You Can Do Is Recycle That Culture. Take Your Older Brother's Hand-Me-Down Jacket and Re-Style It, Re-Fashion It to the Point Where It Becomes Your Own. But Don't Just Regurgitate Creative History, or Hold Art and Music and Literature as Fixed, Untouchable and Kept Under Glass. The People Who Try to 'Guard' Any Particular Form of Music Are, Like the Copyists and Manufactured Bands, Doing It the Worst Disservice, Because the Only Thing That You Can Do to Music That Will Damage It Is Not Change It, Not Make It Your Own. Because Then It Dies, Then It's Over, Then It's Done, and the Boy Bands Have Won. men det förkortas oftast till The Boy Bands Have Won. Från och med augusti 2009 innehar albumets titel världsrekordet som den längsta albumtiteln.